# Thomas Dunhill
Thomas Frederick Dunhill (* 1. Februar 1877 in Hampstead; † 13. März 1946 in Scunthorpe) war ein englischer Komponist.
Dunhill studierte am Royal College of Music / Standford, Tayler von 1893 bis 1897 Komposition und Klavier. Von 1899 bis 1908 unterrichtete er an Eton College und gleichzeitig am Royal College of Music Harmonielehre und Kontrapunkt. Zwischen 1907 und 1919 veranstaltete er in London zahlreiche Konzerte, bei denen zeitgenössische Musikwerke junger britischer Komponisten aufgeführt wurden. Seit 1942 war er Professor am Royal College of Music.
Dunhill komponierte Opern und Ballette, eine Sinfonie, Suiten und weitere Orchesterwerke, kammermusikalische Werke, Klavierstücke und Lieder; Schriften über Sullivan und Elga.

## Werke
- The King’s Threshold, Präludium für Orchester, 1913
- Dance Suite für Streicher, 1919
- Belgrade, Sinfonie in A-Dur, 1922
- Elegiac Variations, 1922
- The Town of the Ford, 1925
- The Enchanted Garden, Oper, 1925
- Tantivy Towers, Operette, London 1931
- Happy Families, Oper, 1933
- Dick Whittington, Ballett, 1935
- Dick Whittington Suite, 1935
- Gallimaufry (Die Eisprinzessin), Ballett, 1937
- Divertimento, 1942
- Three Impressions für Viola und Orchester, 1942
- Waltz Suite, 1943
- May-Time, Ouvertüre, 1945

| Personendaten    | Personendaten                                  |
| ---------------- | ---------------------------------------------- |
| NAME             | Dunhill, Thomas                                |
| ALTERNATIVNAMEN  | Dunhill, Thomas Frederick (vollständiger Name) |
| KURZBESCHREIBUNG | englischer Komponist                           |
| GEBURTSDATUM     | 1. Februar 1877                                |
| GEBURTSORT       | Hampstead                                      |
| STERBEDATUM      | 13. März 1946                                  |
| STERBEORT        | Scunthorpe                                     |